# Stigmatura
Stigmatura là một chi chim trong họ Tyrannidae.